# حمض الأنديسيلينيك
حمض الأنديسيلينيك من الأحماض العضوية الدهنية غير المشبعة مستمدة من زيت الخروع. هو الاسم الشائع لحمض  (CH2CH(CH2)8COOH).يستخدم في علاج قدم الرياضي والقوباء الحلقية. ويمكن أيضا أن يستخدم لعلاج أمراض أخرى على النحو الذي يحدده الطبيب.

## التحضير
ويتم إنتاجه عن طريق تكسير زيت الخروع تحت الضغط.

## استخداماته
- يتم استخدامه في صناعة المستحضرات الصيدلانية ومستحضرات التجميل والعطورات، بما في ذلك الشامبو antidandruff.
- المساحيق المضادة للميكروبات.
- ويستخدم باعتباره المسك في صناعة العطور والروائح.

## الاستخدام الطبي
- حمض الأنديسيلينيك هو العنصر الفعال في أدوية الالتهابات الجلدية، حيث يخفف الحكة، الحرق، والاحمرار.
- يتم استخدامه ضد الالتهابات الجلدية الفطرية، مثل قدم الرياضي، سعفة، حكة جوك أو المبيضات البيض.
- عندما تستخدم لحكة جوك، فإنه يمكن أن يؤدي إلى حرق مفرط، حيث أن الجلد حساس نوعا ما.[1]

## آلية التأثير
- من الآليات الكامنة وراء الآثار المضادة للفطريات هو تثبيط  تشكيل المبيضات البيض.
- ثبت أيضاً أن الأحماض الدهنية متوسطة السلسلة تعطل الرقم الهيدروجيني من السيتوبلازم التي يجري فيه سبل نواقل البروتون، والتي تتعارض مع آليات تكاثر الفيروس في الخلايا المصابة.
- آلية العمل والفعالية في الأحماض الدهنية مضادات الفطريات تعتمد على عدد من ذرات الكربون في السلسلة، وتكون أكثر فعالية كلما زاد عدد الذرات في السلسلة.

## الأثار الجانبية
جميع الأدوية قد تسبب آثارا جانبية، ولكن الكثير من الناس ليس لديهم، والآثار الجانبية قد تكون ثانوية. استشر طبيبك إذا كان أي من هذه الآثار الجانبية الأكثر شيوعا استمرت أو أصبحت مزعجة:
```
ردود فعل شديدة الحساسية (طفح؛ خلايا؛ الحكة؛ صعوبة في التنفس؛ ضيق في الصدر؛ تورم في الفم والوجه والشفاه أو اللسان)؛
[
1
]
```

## الاستخدامات الأخرى
يمكن استخدامه في أجهزة الاستشعار القائمة على السيليكون.